# Saffiyah Khan
Saffiyah Khan és una activista política nascuda el 27 de novembre de 1997, cantant i model anglesa d'orígens pakistanesos i bosnians.
Esdevingué una icona de resistència noviolenta l'any 2017 després d'haver estat fotografiada enfront d'un membre de l'English Defence League (EDL), un grupuscle d'extrema dreta anglès, en el moment d'una manifestació anti musulmans a Birmingham.
L'any 2019, participa en l'àlbum Encore del grup britànic de música ska The Specials.

## Biografia
D'orígens pakistanesos i bosnians, Saffiyah Khan nasqué a Gran Bretanya.
El 8 d'abril de 2017, als 20 anys, fou fotografiada enfrontant-se a Ian Crossland, el líder de la English Defence League (EDL), un grup d'extrema dreta, durant una manifestació antimusulmana organitzada a Birmingham després dels Atemptats de Westminster de 2017. Ella havia anat a observar la manifestació per donar suport a les "persones que podien ser assetjades i agredides" per part dels activistes d'extrema direta, i Saffiyah Khan va acabar intervenint per protegir una dona amb vel, Saira Zafar, que havia estat rodejada per diversos manifestants de l'EDL.
La fotografia, presa per Joe Giddens, de l'agència Press Association, va ser retransmesa per molts mitjans britànics com The Guardian, The Daily Telegraph, The Daily Mirror i la BBC abans que la història adquirís una dimensió internacional. A més se'n feren muntatges comparant-la amb altres il·lustracions de moviments de resistència recents. Per exemple amb la fotografia de l'1 de maig de 2016, en què Simon Lindberg va fotografiar Tess Asplund enfrontant-se als neonazis a Borlänge, Suècia. Tres mesos després, Jonathan Bachman va fotografiar Ieshia Evans cara a cara amb la policia durant una protesta de Black Lives Matter a Baton Rouge, Louisiana.
Saffiyah Khan fou observada llavors pels membres de The Specials perquè duia una samarreta amb el seu logotip a les imatges enregistrades aquell dia de la manifestació. Va ser convidada pel cantant del grup Lynval Golding a un dels seus següents concerts. I el 2019, va participar en l'àlbum Encore, interpretant una versió revisada de Ten Commandments of Man de Prince Buster.
A la primavera del 2017, Saffiyah Khan va donar els seus primers passos a la passarel·la durant la desfilada de moda de la dissenyadora turca Dilara Findikoglu. A continuació, signà per l'agència de models Elite i la seva divisió Collective que representa talents més que models professionals.